# Porospira
Porospira es un género de foraminífero bentónico de estatus incierto, aunque considerado un sinónimo posterior de Anomalina de la Familia Alfredinidae, de la Superfamilia Asterigerinoidea, del Suborden Rotaliina y del Orden Rotaliida., el cual fue considerado un género inválido, aceptándose como sustituto el género Epistomaroides. Su especie-tipo era Porospira comes. Su rango cronoestratigráfico abarcaba el Holoceno.

## Discusión
Clasificaciones previas incluían Porospira en la Familia Anomalinidae y en la Superfamilia Chilostomelloidea.

## Clasificación
Porospira incluye a las siguientes especies:
- Porospira comes
- Porospira forbesii
- Porospira indica
- Porospira leptomphala
- Porospira lingua
- Porospira naxi
- Porospira osculata
- Porospira princeps
- Porospira planulina
- Porospira quaternata
- Porospira septenaria
- Porospira sphaerotheca
- Porospira stichopora